# Burghügel Ruhlkirchen
Der Burghügel Ruhlkirchen ist die Ausgrabungsstätte einer abgegangenen Wasserburg neben der Antrift 200 Meter nordwestlich des Ortsteils Ruhlkirchen der Gemeinde Antrifttal im Vogelsbergkreis in Hessen.

## Beschreibung
Die 30 mal 26 Meter große Burganlage wurde um 1100 an einer Flussschleife der Antrift am südwestlichen Fuß des Eulenbergs von den Herren von Ruhlkirchen auf einem künstlich angelegten Burghügel erbaut, umgeben von einem durch die Antrift gespeisten Wassergraben. Sie war ziegenhainisches Lehen. Um 1200 wurden die Umfassungsmauern auf zwei Meter verstärkt. Von 1262 bis 1272 werden der Ritter Gerlach von Ruhlkirchen und seine Frau Jutta erwähnt, die später in landgräflich-hessischen Diensten in Alsfeld waren. Ein Herdanus von Ruhlkirchen erscheint urkundlich noch im Jahre 1278.
Um 1293 wurde die Burg durch den Landgrafen Heinrich I. von Hessen zerstört.
Von 1986 bis 1987 wurden die Reste der Burg ausgegraben und Teile der Ringmauer restauriert.